# Барнаш Дмитро Васильович
Барнаш Дмитро Васи́льович (нар. 29 вересня 1976, Прилуки) — міський голова Прилук з 30.05.2014 -11.11.2015. 

## Дитинство
Народився 29 вересня 1976 в місті Прилуки Чернігівської області в сім’ї робітників, громадянин України. Проживає в Україні постійно з часу народження.

## Освіта
В 1991 році закінчив Прилуцьку загальноосвітню школу №14.
З 1991 по 1995 рік навчався у Прилуцькому радгоспі-технікумі та отримав по закінченні навчання спеціальність техніка-електрика.
З метою вдосконалення технічної освіти з 2003 по 2008 рік  навчався у Сумському державному університеті за спеціальністю «Системи управління і автоматики», який успішно закінчив.

## Кар'єра
Свою трудову діяльність розпочав у лютому 1995 року в Прилуцькому радгоспі-технікумі на посаді лаборанта кабінетів «Електромашини» та «Електроніка».
В 1996 році заснував та очолив приватне підприємство «Телерадіокомпанія «Телекомунікаційні Інформаційні Мережі», яке успішно розвивається та надає пакет телекомунікаційних послуг населенню та підприємствам міста та районів.
Згодом організовує інженерно-будівельну компанію ТОВ «ІБК», яка здійснює будівельні та електромонтажні роботи. Географія діяльності компанії широка і охоплює декілька регіонів, зокрема Київську, Сумську, Чернігівську, Рівненську, Черкаську та Закарпатську області. Компанія за його керівництва досягає високого рівня довіри до своєї діяльності як у клієнтів, так і у спеціалістів будівельного ринку.

## Політична діяльність
- З 30 квітня 2009 року член Всеукраїнського об’єднання «Свобода».
- В 2010 році стає депутатом Прилуцької міської ради — голова фракції Всеукраїнського об’єднання «Свобода» у Прилуцькій міській раді.
- Обраний секретарем міської ради, виконувач обов'язків міського голови Прилук з 25 лютого 2014 [2].
- Обраний міським головою на місцевих виборах 25 травня 2014[3], отримавши 52% голосів прилучан. 30 травня того ж року вступив на посаду після інавгурації в присутності народних депутатів від ВО «Свобода» Андрія Міщенка та Руслана Марцінківа.

## Громадська діяльність
З 2008 року бере активну участь в організації громадських заходів:
- організація телекомунікаційного забезпечення в заходах, присвячених відкриттю Театральної площі міста Прилуки та пам’ятника Миколі Яковченку;
- організація телекомунікаційного забезпечення під час проведення ярмарків;
- ремонт та прибирання дитячих майданчиків;
- створення та облаштування льодового майданчика;
- підтримка розвитку спорту для дітей міста.

## Благодійна діяльність
Організував благодійний проект «День Святого Миколая», який включає:
- надання матеріальної допомоги дитячому будинку «Надія»;
- спільно з підприємцями міста надання матеріальної допомоги дітям з малозабезпечених сімей;
- надання матеріальної допомоги багатодітним сім’ям.

## Особисте життя
Одружений. Дружина — Людмила Василівна. Має трьох дітей — дві доньки і син.